# Бешерел
Бешерел (фр. Bécherel) насеље је и општина у северозападној Француској у региону Бретања, у департману Ил и Вилен која припада префектури Рен.
По подацима из 2011. године у општини је живело 746 становника, а густина насељености је износила 1492,0 становника/km². Општина се простире на површини од 0,5 km². Налази се на средњој надморској висини од 196 метара (максималној 177 m, а минималној 113 m).

## Демографија
| 1962. | 1968. | 1975. | 1982. | 1990. | 1999. | 2011. |
| ----- | ----- | ----- | ----- | ----- | ----- | ----- |
| 593   | 626   | 543   | 528   | 599   | 660   | 746   |

График промене броја становника у току последњих година